# برندیواین (مریلند)
برندیواین (به انگلیسی: Brandywine) شهری در ایالت مریلند کشور ایالات متحده آمریکا است که جمعیت آن در سرشماری سال ۲۰۱۰ میلادی، ۶٬۷۱۹ نفر بوده‌است.